# Sankt Andreas (Brandenstein)

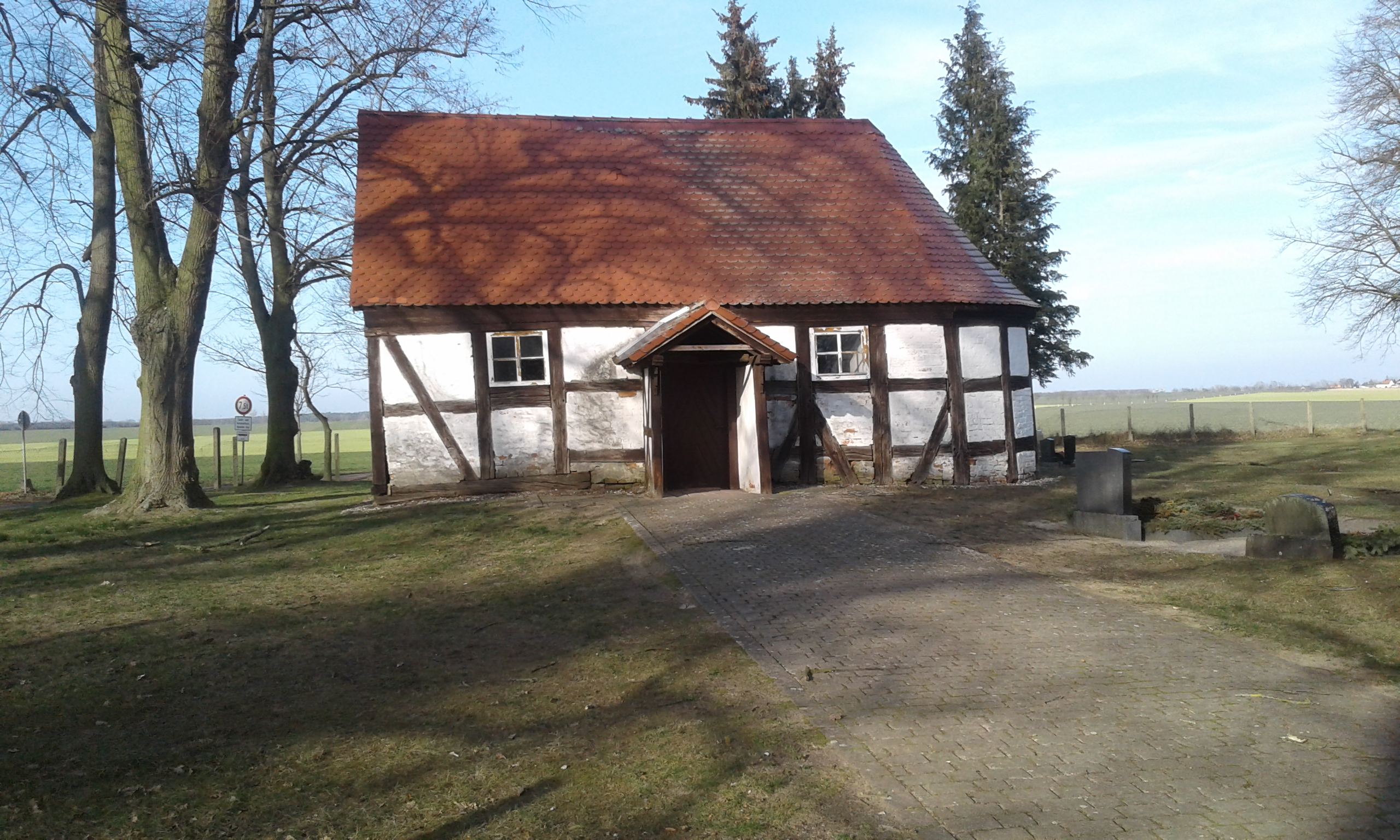
Sankt Andreas auf dem Friedhof in Brandenstein

Die Dorfkirche Sankt Andreas ist eine Fachwerkkirche im Ortsteil Brandenstein der Ortschaft Krüssau der Stadt Möckern im Landkreis Jerichower Land in Sachsen-Anhalt. Im Denkmalverzeichnis für die Stadt Möckern ist die Dorfkirche Sankt Andreas unter der Erfassungsnummer 094 71358 als Baudenkmal eingetragen.

## Lage und Beschreibung
Die Dorfkirche Sankt Andreas befindet sich am nördlich Rand von Brandenstein. Neben dem Kirchgelände verläuft die K 1003 nach Gladau. Zur Kirche gehörte ein Areal von ca. 1 Morgen Land als Begräbnisstätte.
Es handelt sich bei der Dorfkirche um eine Fachwerkkirche inzwischen ohne Turm. Unter der Patronatsloge im hinteren Teil der Kirche, befindet sich eine Gruft.

## Geschichte
Eine Dorfkirche in Brandenstein wird im Jahr 1124 urkundlich erwähnt. Die kleine Kirche wurde als Basilica Sankt Andreas geweiht, wahrscheinlich im Jahr 1363. Die Glocke der Dorfkirche, die vermutlich aus dem Jahr 1480 stammt, wurde 1911 in die neu gebaute Gutskapelle umgehangen. Ab 1912 wurde die Dorfkirche nicht mehr für den Gottesdienst genutzt. Daher fanden aus Kostengründen keine bauliche Unterhaltung am Gebäude mehr statt. Die Kirche verfiel immer mehr und wurde nur noch zeitweilig als Leichenkammer genutzt. Der Verfall der Kirche war so schlimm, dass 1952 der Fachwerkturm abgenommen werden musste.

## Quelle
- Chronik von Krüssau und Brandenstein Teil I, 2011